# Wielki Hliński Potok
Hliński Potok (słow. Hlina) – potok spływający doliną Hliną w słowackich Tatrach Zachodnich. Na polskich mapach, dla odróżnienia od innego Hlińskiego Potoku spływającego Doliną Hlińską, nazwany jest Wielkim Hlińskim Potokiem. Ma źródła na wysokości około 1700 m w Szerokim Żlebie pod Tomanowym Wierchem Polskim. Spływa w południowym kierunku, następnie zatacza łuk wokół Hlinika i uchodzi do Cichej Wody, w miejscu o współrzędnych 49°10′54,7″N 19°54′55,6″E/49,181861 19,915444. Ma to miejsce naprzeciwko Funtowej Skały, na wysokości około 1050 m.
Głównym dopływem jest Mały Hliński Potok spływający z Zawratu Kokawskiego. Ponadto do Hlińskiego Potoku uchodzą dwa niewielkie cieki spływające żlebami grani Hliny.